# Ryūtarō Nakamura
Ryūtarō Nakamura (中村 隆太郎?, Nakamura Ryūtarō; Prefettura di Chiba, 15 aprile 1955 – Tokyo, 29 giugno 2013) è stato un regista e animatore giapponese.
Ha iniziato la sua carriera come animatore chiave e storyboarder, per poi debuttare come regista. Conosciuto in particolare per la direzione di Serial Experiments Lain, Kino no Tabi e Ghost Hound. L'ultimo progetto su cui stava lavorando, Despera (assieme con Yoshitoshi Abe e Chiaki J. Konaka) era stato prima annunciato nel 2009 e successivamente sospeso a tempo indeterminato per cattive condizioni di salute. Muore il 29 giugno 2013, dopo mesi di lotta contro un cancro al colon.

## Opere
- 1978-79: L'isola del tesoro: Animazioni chiave
- 1980-81: Rocky Joe 2: Animazioni chiave
- 1982: Cobra The Movie: Animazioni
- 1985: Yousei Furorensu: Intercalazioni
- 1986: Siamo in 11!: Storyboard
- 1991: Tenkuu Senki Shurato Sousei e no Antou: Storyboard (2)
- 1991: Lupin III - Ruba il dizionario di Napoleone!: Storyboard
- 1994: Guskō Budori no Denki: Regia, Sceneggiatura
- 1995: Legend of Crystania: Regia
- 1996: La leggenda di Crystania - Il sovrano errante: Regia
- 1998: Serial Experiments Lain: Regia generale, Regia episodi (Epp. 1, 2, 12, 13), Storyboard (Epp. 5, 6, 8, 11-13)
- 1999: Il club della magia!: Storyboard (ep 3), Regia (ep 3)
- 1999: Colorful: Regia generale, Storyboard, Regia episodi (Epp. 1-4, 12, 14, 16)
- 2000: Love Hina: Animazioni chiave episodi 13, 18
- 2000: Sakura Wars: Regia generale, Storyboard
- 2001: Final Fantasy: Unlimited: Regia e storyboard (ep 2)
- 2002: Ghost in the Shell: Stand Alone Complex: Storyboard (ep 5), Regista (ep 5)
- 2003: Kino no Tabi: Regia generale, Storyboard, Regia episodi (ep 1, 2, 5)
- 2006: Rec: Regia, Storyboard
- 2007: Kino no Tabi - Country of Illness -For You-: Regia
- 2007: Ghost Hound: Regia generale
- sospeso: Despera: Regia generale